# Jobova Lhota
Jobova Lhota je vesnice, část obce Kněževes v okrese Blansko v Jihomoravském kraji. Je jedinou vesnicí Jihomoravského kraje, která leží na historickém území Čech. Ves patřila do roku 1848 v rámci Chrudimského kraje ke svojanovskému panství. Poté byla do roku 1960 součástí katastrálního území Předměstí, od té doby je součástí Kněževsi. Rozkládá se v nadmořské výšce cca 535 m.

## Název
Původně se jmenovala tato osada Zadní Lhota, poté Jakobova Lhota – lidově se jí říkalo také Jebova Lhota.

## Historie a popis
V písemných pramenech se Jobova Lhota poprvé objevuje v roce 1555 a sice v závěti sepsané 10. srpna majitelem Svojanova, Václavem Žehušickým z Nestajova, ve které zůstavil svoji manželku Annu, syny Hertvíka, Jana a svých 5 dcer. Synové si v roce 1557 rozdělili svojanovský majetek tak, že mladší Jan dostal korouhevské panství, starší Hertvík svojanovské a s ním Kněževes, Studenec, Hutě, Lhotu Přední a Zadní.
Roku 1890 žilo v 19 usedlostech Jobovy Lhoty 126 českých obyvatel. V roce 1938 měla Jobova Lhota při sčítání obyvatel již 143 českých obyvatel. V roce 2006 se nacházelo ve vesnici celkem 22 domů – z toho 10 trvale obydlených, ve kterých žilo už jen 34 obyvatel. V současné době jsou v Jobově Lhotě již jen 3 zemědělci, kteří žijí z chovu jatečního dobytka, z pěstování brambor a obilí. Výroba mléka byla zrušena kvůli velmi přísným předpisům a neatraktivní ceně. Dříve bylo v každém stavení alespoň menší hospodářství, pěstoval se len, brambory, řepa, chovala se domácí zvířata – hovězí dobytek, vepři, kozy, králíci a drůbež.
Vůbec největší počet obyvatel měla Jobova Lhota v roce 1900. Tehdy zde žilo v 19 domech 147 obyvatel.
V roce 1670 jsou v osadě již evidovány 1 statek a 4 chalupy. Prvním a největším statkem bylo stejně jako dnes popisné číslo 5, kde tehdy hospodařil sedlák Jakub Opršál s manželkou, dětmi a čeledí. I dnes má tato usedlost největší zemědělské a lesní pozemky. Pozdější název Jobova Lhota pochází asi ze zkrácení názvu Jakobova Lhota. V té době bylo zvykem jména zkracovat – např. z Johannes byl Joés, z Jakuba Job atd. V roce 1777 zde byl již 1 sedlák, 1 půlsedlák, 3 hospodáři a 3 chalupníci. V osadě byly dříve i 2 pazderny a to u č. 1 a č. 5, ve kterých se jednak zpracovával len a jednak i bydlelo. V roce 1809, v době okupace Olešnice Napoleonovými vojsky, byla Jobova Lhota téměř zničena francouzskými husary, kteří tudy táhli. V roce 1866 byla i tato odlehlá osada zasažena epidemií cholery. Koncem 19. a začátkem 20. století žil v místních rodinách větší počet dětí z Vídeňského nalezince, které si místní ženy braly na výchovu za účelem vylepšení jejich finanční situace.
Velkým problémem bylo vždy pro obyvatele Jobovy Lhoty dojíždění do zaměstnání. Například v roce 1930 pracovalo na 3000 textilních dělníků a dělnic převážně z poličského okresu (také z Jobovy Lhoty) za žebrácké mzdy v Brněnci, Svojanově a Březové. Tito museli denně pěšky 10–14 km do práce a zpět. Dělníci se tehdy sami postarali o levnou autobusovou přepravu. Úřady ji ale rázem zakázaly a vozidla nechaly zapečetit. Po 2. světové válce jezdili z Jobovy Lhoty za prací převážně do Letovic a Olešnice. Dnes rapidně ubylo pracovních příležitostí, a proto se opět za prací dojíždí do Letovic, Olešnice, Boskovic, Vítějevsi a do Kunštátu.

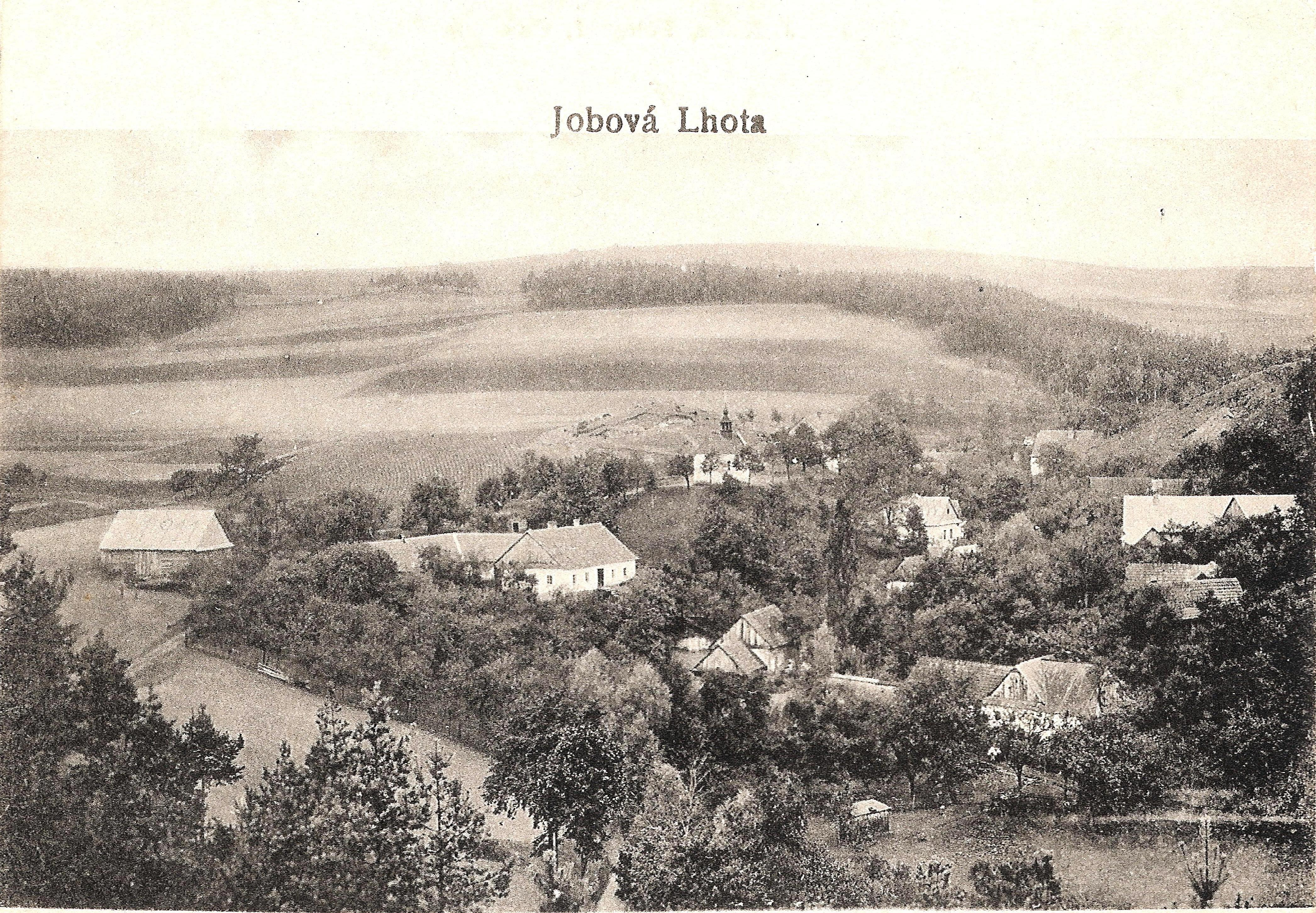
Pohlednice Jobovy Lhoty z doby před 1. světovou válkou

Ještě ve 20. století se v okolí Jobovy Lhoty těžil grafit. Z grafitu se vyráběly na hradě Svojanově a v Předměstí různé nádoby, umělecké ornamenty, kamna a také čistá tuha, která se vyvážela v sudech až do Anglie. Továrnu na tuhu postavil v prostorách hradu jeho majitel, svobodný pán Rüdiger, který jej získal v roce 1820. Jako poslední byl v Jobově Lhotě zavřen důl Pomocné štěstí majitelů J. Beera a A. Dworschaka. Dnes jsou vidět pouze zbytky sesuté šachty, větrací štola a sejpy.
Veřejné osvětlení pro tehdejší osadu Jobovou Lhotu, která byla tehdy ještě části obce Předměstí, bylo nainstalováno Západomoravskými elektrárnami Brno až v září 1948, kdy také teprve proběhla celková elektrifikace osady. Celková cena elektroinstalace 1 domu obsahující kabelové rozvody pro 8 výpustí (1 zásuvku a 6 světel s vypínači, 1 motorová zásuvka ) a 25 Amp. jistič činila tehdy 2 615,00 Kčs. Celé osvětlení osady sestávalo z 5 ks 40wattových žárovek. 4000 hodin svícení takovéto žárovky stálo ročně pouhých 21,60 Kčs.
Až teprve v roce 1969 byla 1 600 metrů dlouhá obyčejná polní cesta z Kněževse do Jobovy Lhoty zpevněna a v letech 1979–1983 svépomocí vybudována nová cesta skrze lesy z Jobovy Lhoty do Hutí, která napojila osadu na státní silniční síť. V letech 1984–1985 byl vybudován svépomocí obecní vodovod. Ve vesnici se nachází již jediná a poslední dřevěná chaloupka. V posledních létech byly téměř všechny domky a chalupy opraveny, jejich fasády i střechy září novotou a i předzahrádky jsou příkladně udržovány. Negativní stránkou obce je ovšem stará cesta do Kněževse, která je v nevyhovujícím stavu. Obec však na opravu nemá finanční prostředky.
V okolí vesnice roste celá řada ohrožených, chráněných druhů rostlin, jako střevičník pantoflíček, jalovec obecný, sasanka hajní a další.

## Významné stavby

### Hasičská zbrojnice

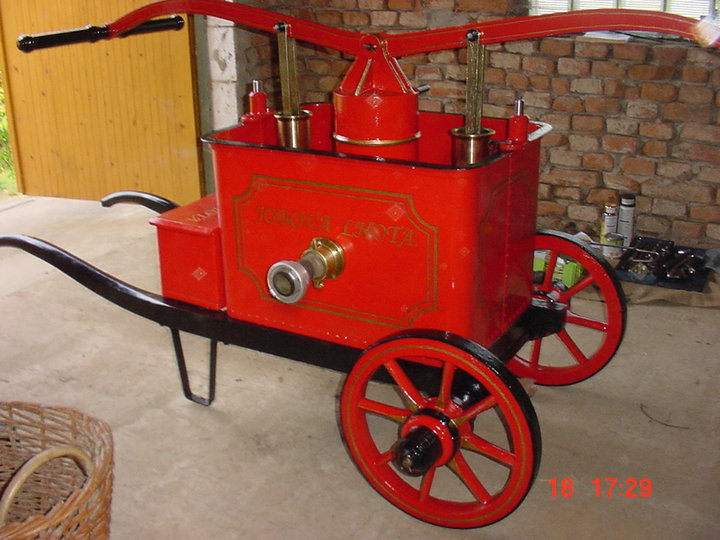
Repasovaná ruční stříkačka z 19. století

Pro osadu bylo v roce 1925 postaveno hasičské skladiště (menší hasičská zbrojnice), jehož slavnostní otevření včetně hudby a tance se konalo dne 2. srpna 1925. Tehdejší vstupné bylo 3,80 Kč. Prvním vybavením hasičské zbrojnice byla ruční stříkačka s hadicemi, která byla v roce 2008 restaurována a je ještě plně funkční.

### Škola

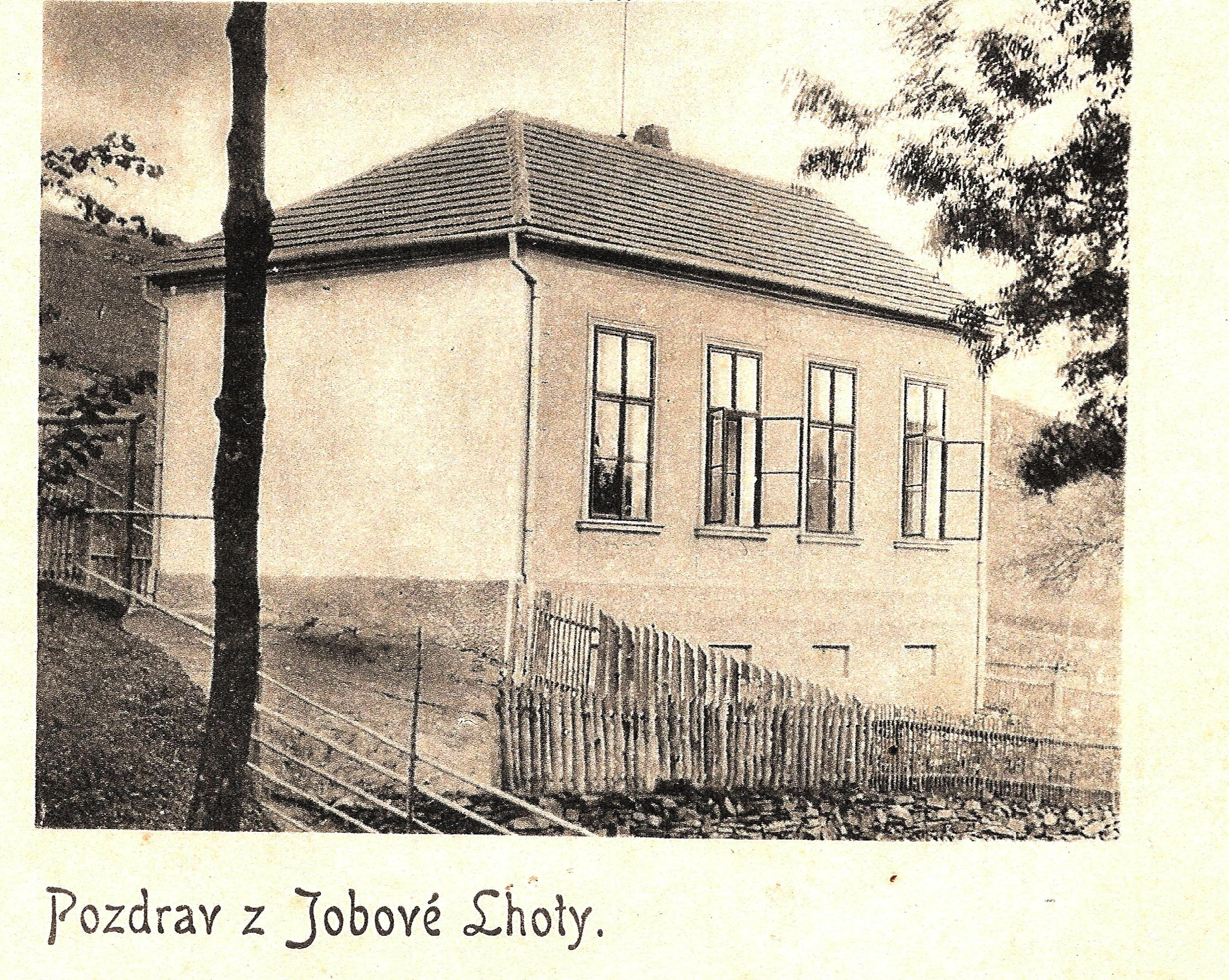
Původní škola

Krátce po přelomu z 19. na 20. století byla v obci postavena a v roce 1901 otevřena jednotřídní expozitura (škola) s kabinetem pro učitele, která spadala pod správu dvoutřídky v Dolní Lhotě. Od roku 1916 až do roku 1920 byla obcí Předměstí od obyvatel Jobovy Lhoty vybírána školní přirážka a tzv. sabotáles. Vyučování na této škole skončilo v září 1946, kdy byl tehdejší učitel Miroslav Metyš z Litomyšle povolán do armády. Děti poté přešly na dvoutřídku do Dolní Lhoty a později na základní školu do Svojanova. Od této doby opuštěná budova jen chátrala. V roce 1973 se rozhodli místní obyvatelé prázdnou a zchátralou budovu bývalé školy svépomocí přestavět na společenský/kulturní dům. S přestavbou bylo započato ještě v roce 1973 a slavnostní otevření se konalo v listopadu 1974. I dnes je tento společenský dům příkladně udržován a často se v něm pořádají různé oslavy. Mladá generace zde nainstalovala velkoplošné zobrazovací zařízení, které našlo ohlas i u starších obyvatel např. v době přenosu mistrovství v ledním hokeji, v kopané apod.

### Kaple Nanebevzetí Panny Marie

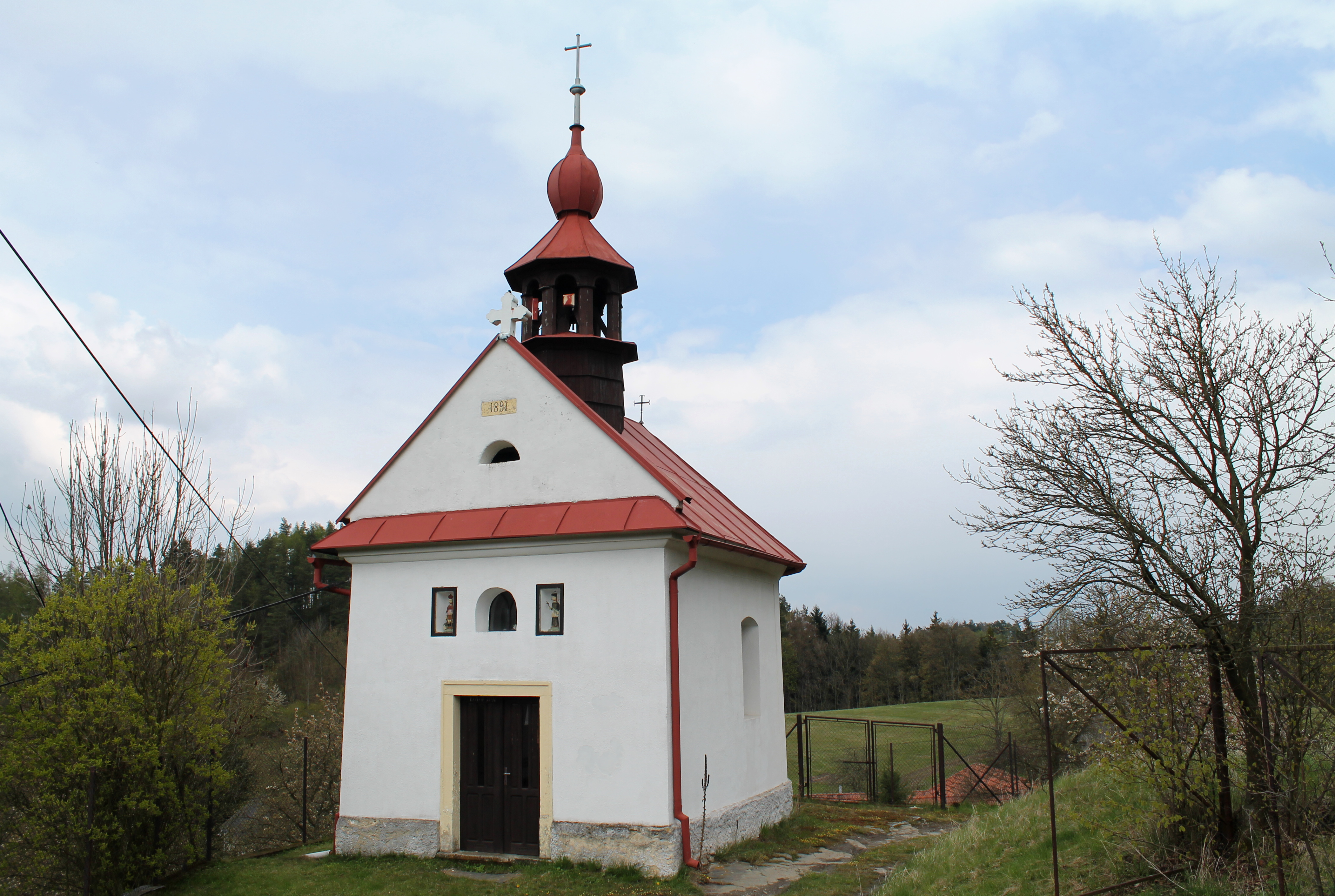
Kaple Nanebevzetí Panny Marie

Nad osadou na stráni stojí kaple Nanebevzetí Panny Marie s věžičkou, která byla postavena na náklady tehdejšího starosty obce, Františka Raudenského a jeho rodiny. Kaple byla vysvěcena v 12. září 1891. Nachází se v ní zvon odlitý po 2. světové válce. Původní zvon z roku 1891 byl totiž v době okupace zrekvírován. Oltářní obraz Panny Marie Nanebevzetí dala krátce po 2. světové válce namalovat akademickým malířem Josefem Václavem Sílou z Lačnova u Korouhve paní Krejzlová, majitelka pohostinství z Jobovy Lhoty. Kaplička je odnepaměti udržována v bezvadném stavu samotnými obyvateli Jobovy Lhoty. Dokonce v dobách socialistického Československa dostala kaplička novou fasádu (v roce 1976) a novou střechu (v roce 1981). Tyto opravy financovali obyvatelé Jobovy Lhoty sami. V roce 1991 bylo oplechování střechy i věže nově natřeno a v roce 2006 byla v kapli částečně obnovena vnitřní omítka, provedeno odvětrání starého zdiva, obnovena malba stropu a zdí, dřevěné obložení stropu ve vstupu, položena dlažba kapličky z původních dlaždic z přírodní opuky a nově natřena fasáda. V kapličce se koná jednou měsíčně bohoslužba, kterou vykonává kněz svojanovské farnosti.
Dne 15. května 2007 navštívil kapličku královéhradecký biskup Dominik Duka, který ji znovu vysvětil.

## Galerie

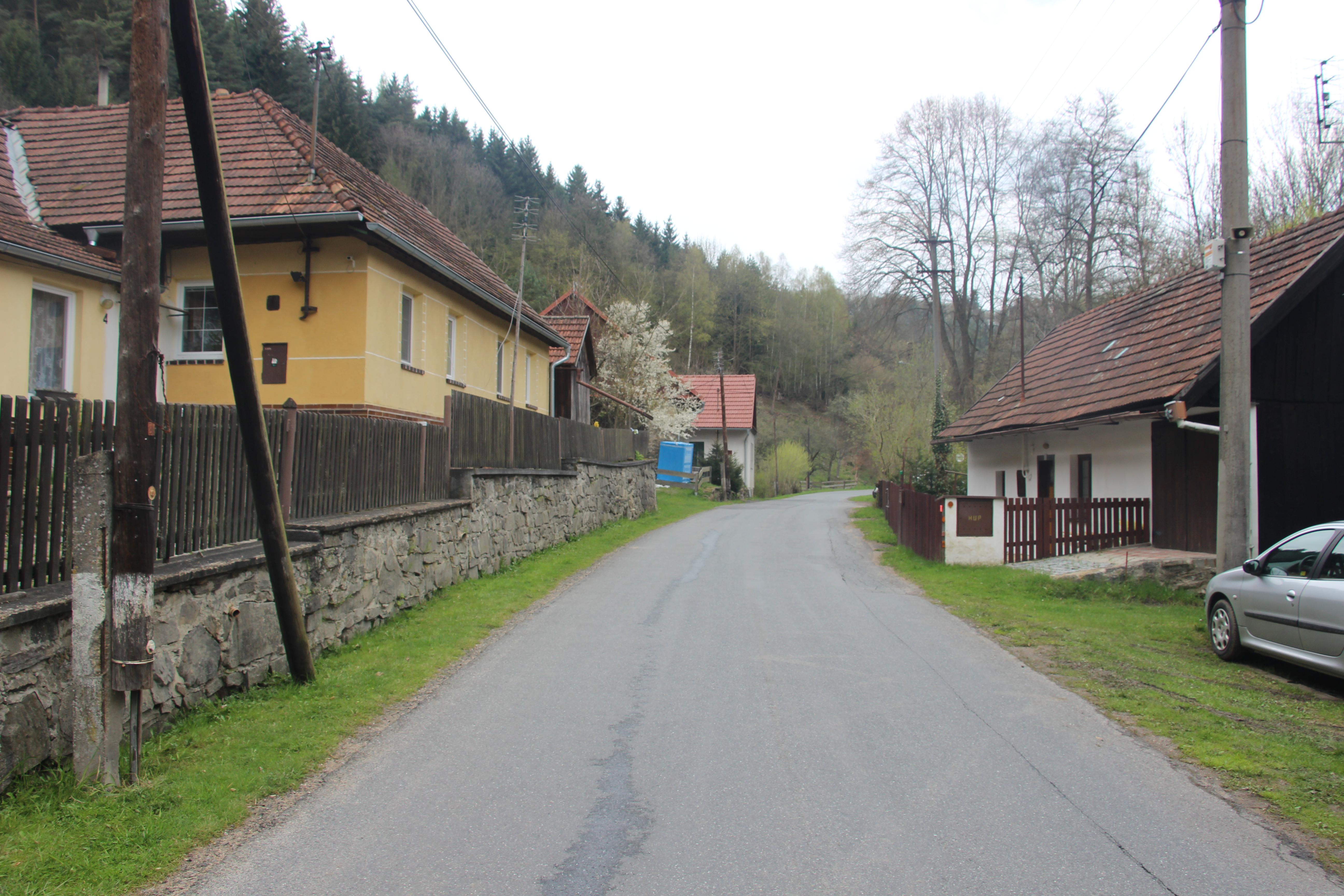
Hlavní ulice
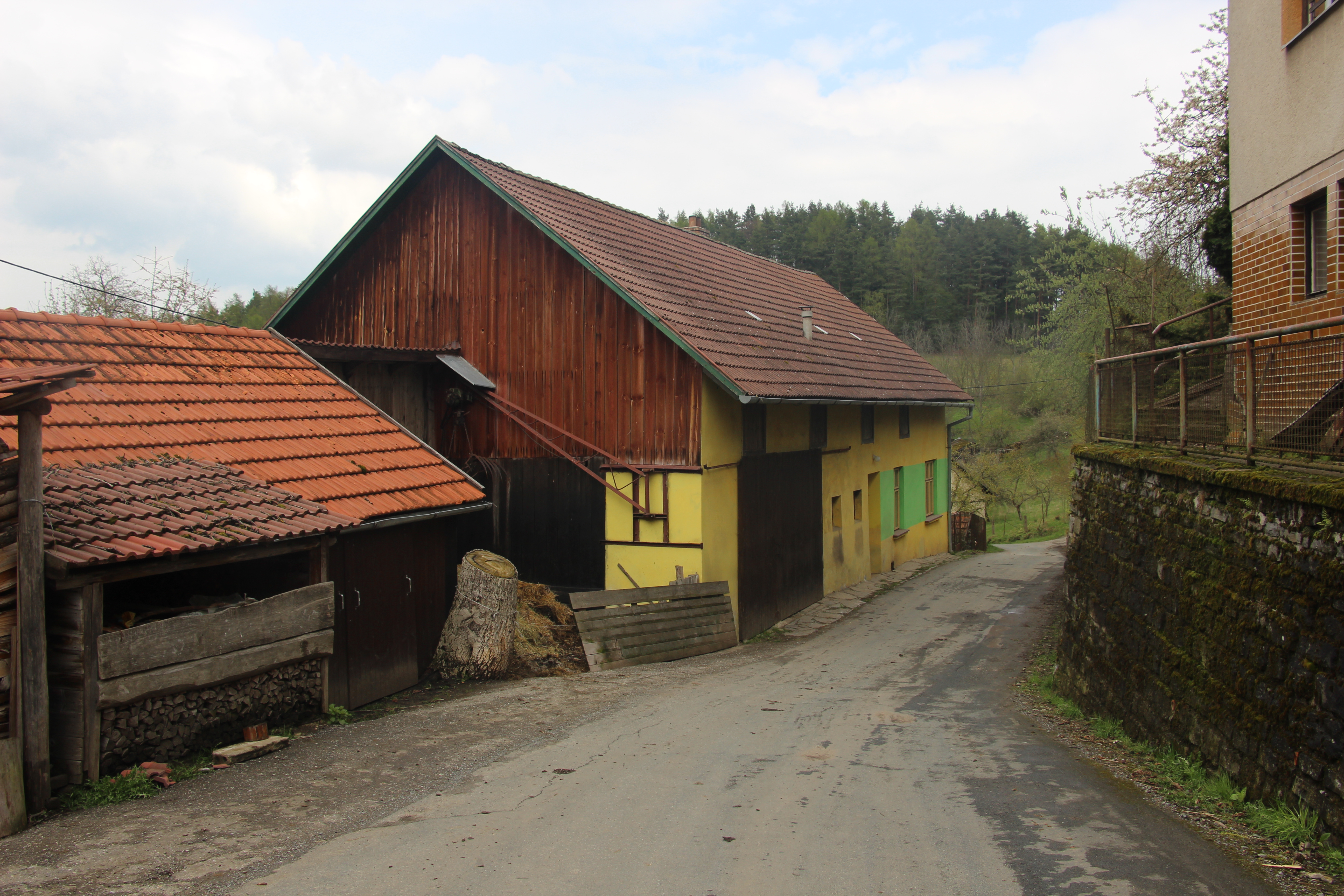
Zástavba v Jobově Lhotě
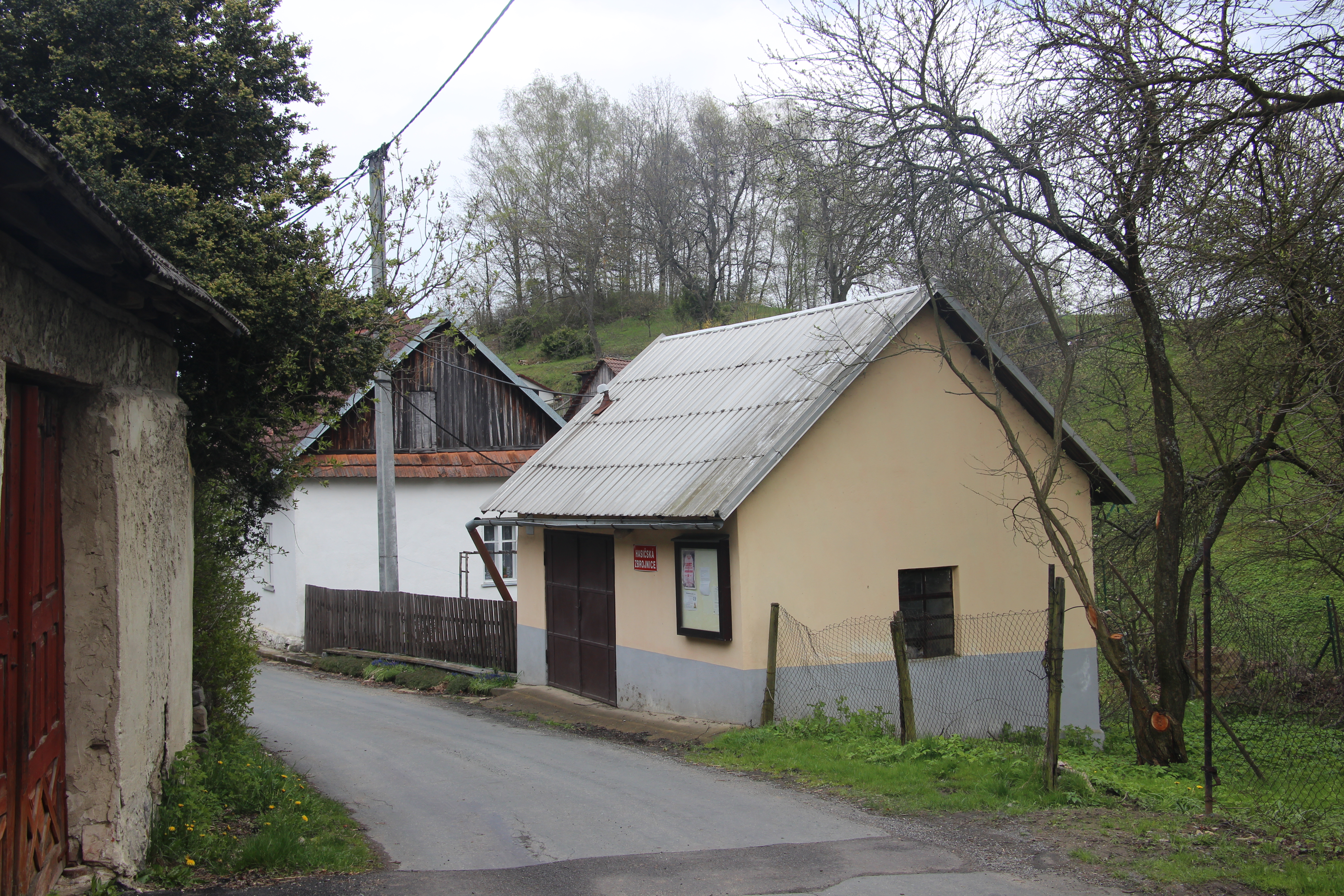
Hasičská zbrojnice
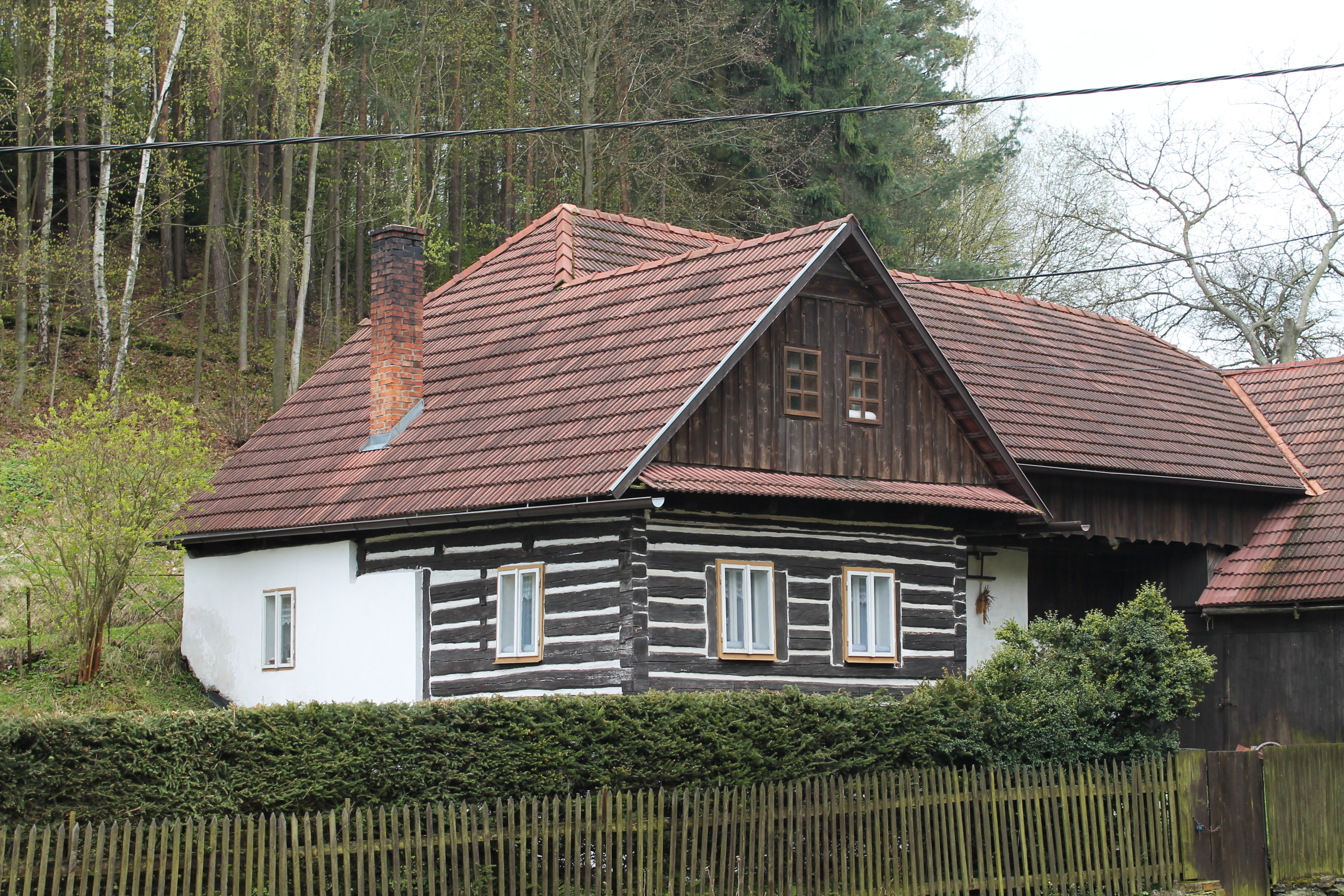
Roubený dům čp. 19
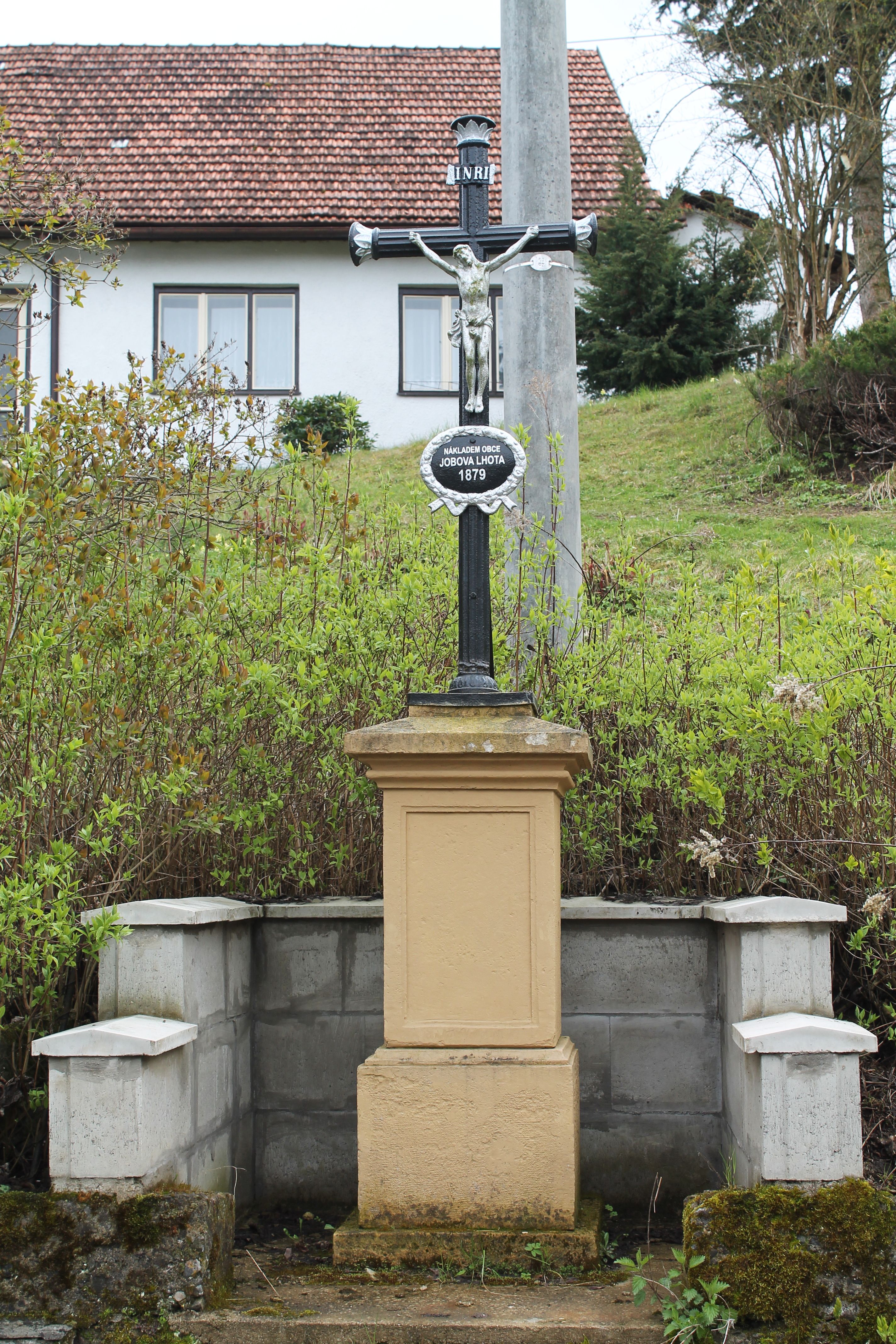
Kříž